# Auriol Guillaume
Auriol Guillaume (Saint-Denis, 14 oktober 1979) is een Frans voormalig voetballer die bij voorkeur als verdediger speelde. 

## Carrière
- 1996-1998: Angers SCO (jeugd)
- 1998-1999: EA Guingamp (jeugd)
- 1999-2005: EA Guingamp
- 2005-2009: Troyes AC
- 2010-2011: AS Beauvais Oise
- 2011-2012: AS Cannes